# Pink Velvet Theatre Tour
Pink Velvet Theatre Tour kallades den konsertturné som artisten Benjamin Ingrosso genomförde vintern 2025. Detta var Ingrossos första turné utanför Sverige och Europa, hans första turné i Nordamerika. Pink Velvet Theatre är även namnet på Ingrossos platta som släpptes 25 oktober 2024.

## Historik
19 november 2024 gick Ingrosso ut med att han skulle på en nordamerikansk turné och den 22 november släpptes biljetterna. Till skillnad från sommarturnén samma år så skulle denna turné vara mer lik den turnén som gjordes i Europa. Alltså mindre, närmare och intimare. Detta var även något som Ingrossos ena kapellmästare Joel Strömgren också sa i en intervju med P4 Kristianstad. 

## Medverkande
- Benjamin Ingrosso, sång, piano, kapellmästare
- Viktor Olsén, piano, synt, kapellmästare
- Gustav Jonsson, gitarr, elgitarr
- Mats Sandahl, elbas
- Noa Svensson, trummor

## Låtlista
1. All my life
2. Look Whos Laughing Now
3. Angela
4. Worst in Me
5. IKNOW IKNOW - livedebut
6. Lips (osläppt)
7. Only For You (osläppt)
8. Crazy Stupid Love (osläppt)
9. Better Days
10. All the stars
11. Back to You
12. Honey Boy
13. Kite
14. Roses in the desert (osläppt)

## Turnéplan
- 7 februari  – Chicago – House of Blues
- 9 februari  – Toronto - Kanada – Phoenix Concert Theater
- 12 februari  – Boston – Big Night Live
- 14 februari  – Brooklyn – Brooklyn Paramount
- 15 februari – Philadelphia – Theatre of Living Arts
- 16 februari – Silver Spring – The Fillmore Silver Spring
- 19 februari – Los Angeles  – Echoplex